# フードフォトグラフィー

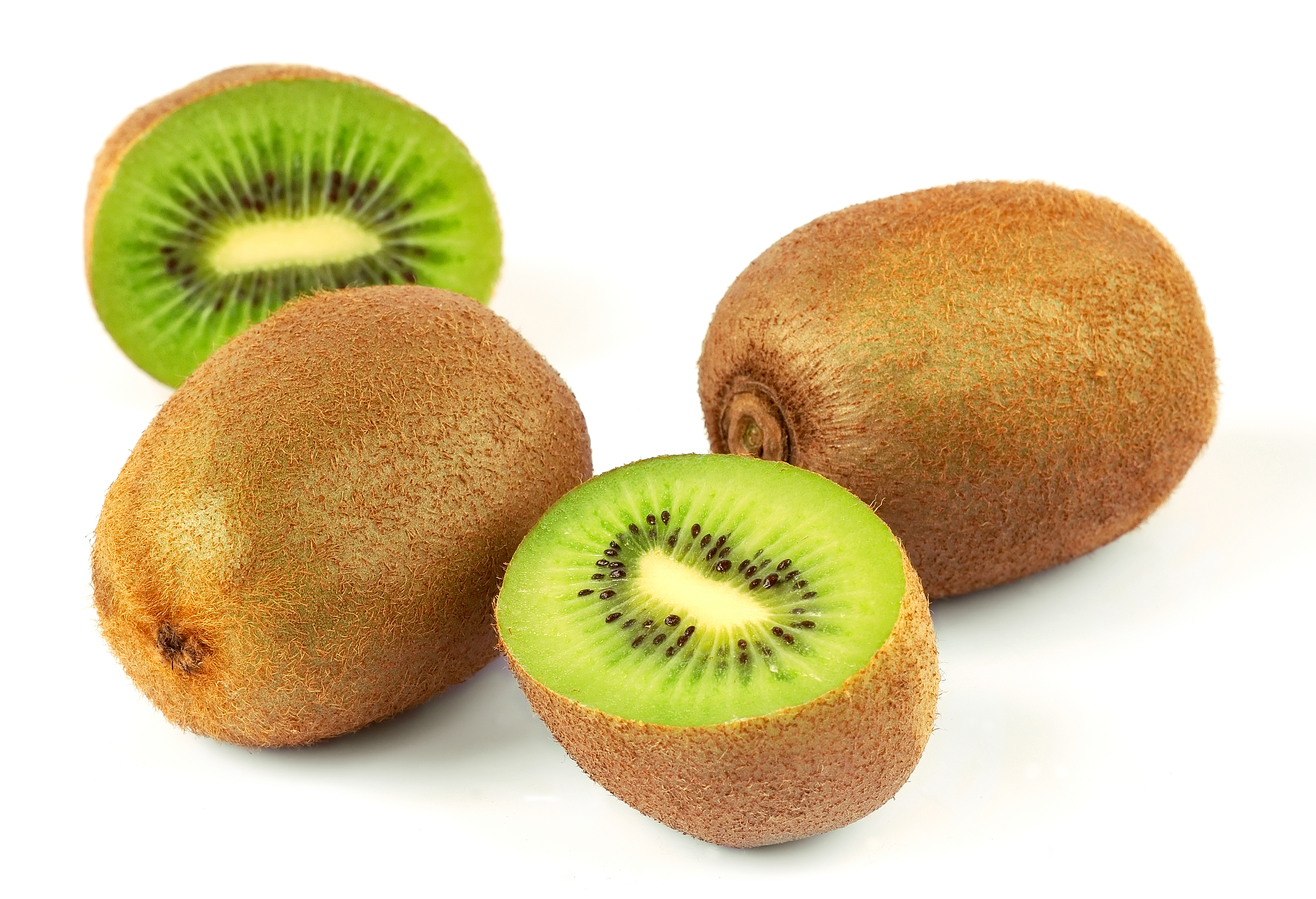
白い背景上にあるキウイフルーツの写真

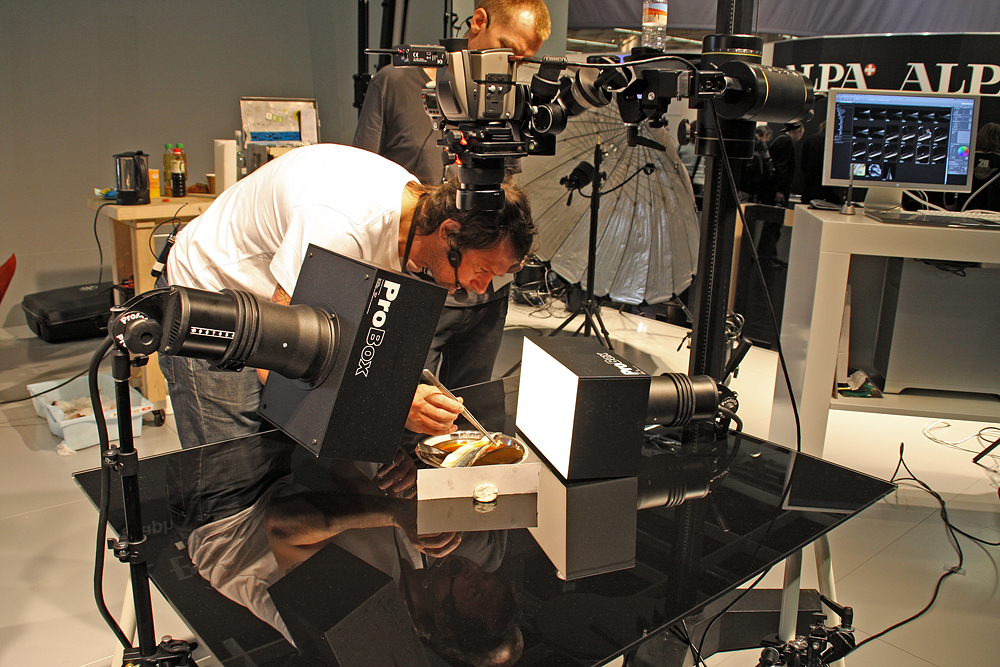
フードフォトグラフィーの制作風景

フードフォトグラフィー (Food photography) は、食品の商業用の写真である。写真は食品の魅力を引き出すことを目的に撮影され、包装やメニュー・料理の本など広告で使用される。フードフォトグラフィーは、通常はアートディレクターやカメラマン、フードスタイリスト、プロップスタイリストとそれらのアシスタントなどのチームで制作される。

## 流行の変化
長い間、フードフォトグラフィーは、テーブルの上に固まって配置され食べる人の視点から見る構図が多い傾向があった。スタイリストたちは食品を上からよく見えるように、皿の上に平らにお互いを切り離しておくようになった。
後に、ロマンチックな照明でより低い角度から多くのプロップとともに撮影することが流行し、「フードポルノ」という語に繋がっていった。近年の西洋でのフードフォトグラフィーの流行は、食品をシンプルによりきれいに示すことである。そのため、わずかなプロップやえり抜きのフォーカス、極端なクローズアップという形になっていった。これは料理に対して関心をひかせるために行っている。たとえば、食器の高さは高くなる傾向があり、それらはよく重なっておかれ、きわどい角度から撮影されている。

## フードスタイリスト
フードスタイリストの役割は、食品を写真の中で魅力的にみせることである。スタイリストたちは、コックやシェフが食品をみせる方法とは違った形で、より魅力的にみせる方法を時間と努力を費やしてアレンジしていく。それには、見た目のみならず、味覚や香りを二次元の写真から食器などを使って認識させる知識なども必要とする。

## 準備
フードフォトグラフィーの工程は、食品と原料の購入から始まる。最も視覚的な効果を得るには食品のみでは難しいため、複数の予備や試験項目が必要である。この結果を受けて、食品と原料の購入は非常に時間がかかる工程である。購入された道具のうち最も美しいものが選ばれて、「ヒーロー」（写真の中で中心となる道具）であることが示される。準備の間、もしくはテストショットの間はよくボール紙を代替して使用することが見受けられる。
実際の写真撮影は、制御された照明や自然光の下でスタジオで行われる。光と背景のセッティングは、食品が魅力的にみえて紛れないように慎重に準備される。背景の生地の色は、食品が効果的にみえて照明をアシストできるようなものが選ばれる。食品を食べられないような危険な方法でメイクする可能性があるため、後で廃棄するよう通常は印をつける。

## フォードフォトグラフィーの技術
フードスタイリストは、食品をできるだけ魅力的にみせるための多くの技術を使用する。例えば以下の通り。
- ネブライザーや発煙する化学薬品を組み合わせ、蒸気を生成する
- 食品に対して水やコーンシロップなどをスプレーし、食品を新鮮にみせる
- 固体ショートニングやコーンシロップ、グラニュー糖を混ぜて、溶けそうなアイスクリームをつくる
- 肉汁を色づけしたものやパン屋で使用する液体を用いて、焼かれた肉をより茶色っぽくする
- コーンフレークがすぐに濡れてしまうことを防ぐために、牛乳の代わりにヘビークリームを使用する
- 野菜を料理するときよりも多く湯がいて、それらの緑色を明るくする
- 飲料を水で薄めて、光を使って飲料をきらめかせる

### 冷たい飲料

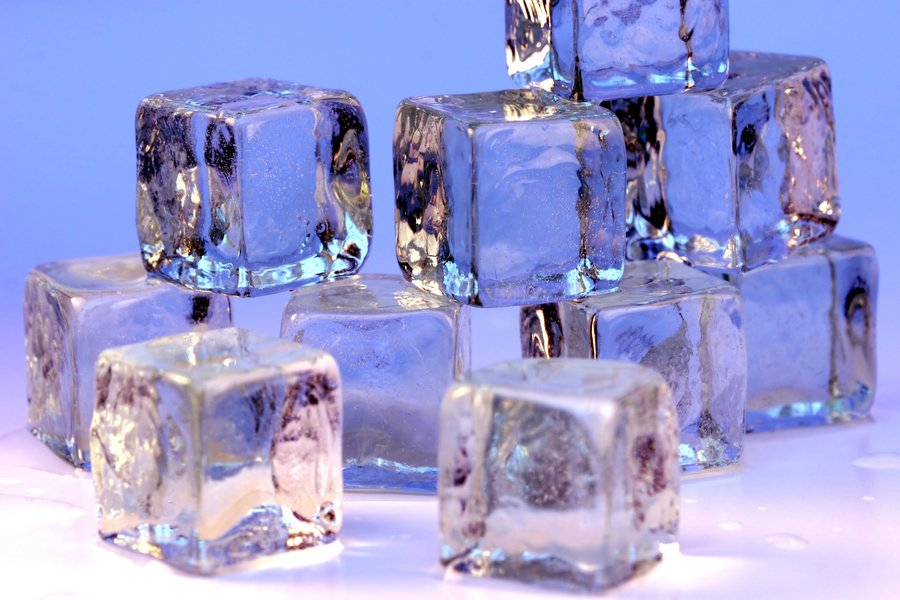
人工の角氷

冷たい固体の表面にできる結露をつくるため、紙やマスキングテープで凍結した箇所を保護した上でスプレーすることがある。ガラスに対してコーンシロップやグリセリンをスプレーすることで、よりはっきりした結露がつくられる。
撮影で使われる角氷はアクリル樹脂でつくられるため、暖かいスタジオ照明の下で撮影されていたとしても溶けることはない。飲料の表面上の泡は、飲料と洗剤の混合物を含むことによって作成される。白い接着剤が、コーヒーや紅茶に入れるミルクの代わりをつとめることもある。

### サラダ
フードフォトグラフィーのサラダは、形や色をより魅力的にみせるためにつくられる。より見栄えをよくするため、ボウル上のサラダは通常より小さなボールでつくられる。サラダ用の野菜は、盛り付ける前に冷水につけておくことによって、新鮮でサクサクするようにみせる。サラダドレッシングは通常使用せず、ハーブや香辛料をサラダに振りかけたり、油を加えてブラシで塗る場合がある。
フルーツサラダは、果物が新鮮さを保てる時間が短いために特に手間がかかっている。サラダは外側だけがつくられているが、内側はマッシュポテトや他の混合物によって満たされているかもしれない。濃いドレッシングは、通常はブラシでまばらになった状態で撮影される。

### ハンバーガーとサンドイッチ
ハンバーガーの撮影は、バンズがすぐにへこんでしまい魅力的にみえなくなるため、手間がかかる。ハンバーガーの具材は爪楊枝で適当な状態に保たれ、トマトの中身は他のものをジュースで変色させるのを避けるため取り除かれる。肉は表面だけ料理され、端はよりおいしくみせるために着色剤で色付けされる。チーズスライスの端は、より溶けているようにみせるために家庭用洗浄剤を塗っている場合がある。マヨネーズのような調味料は、外用瓶で外側に塗られる。
サンドイッチはハンバーガーと似たような技術で撮影される。湿ったタオルペーパーは、パンが乾燥するのを防ぐために使用される。半分のサンドイッチをつくる場合は、パンと具材は個別にスライスされてから集められる。

### 広告の真実
普通は広告のフードフォトグラフィーは、大衆の詮索の対象となる。ファーストフードの広告では、魅力や大きさをしばしば誇張することがある。